# Букатино (Витебская область)
Букатино (бел. Бука́ціна) — деревня в Витебском районе Витебской области Республики Беларусь. В составе Мазоловского сельсовета.

## География
Деревня расположена в 2,8 км на север от Витебска. Вытянута вдоль автодороги Н2300 (Витебск – Руба). Трасса идёт параллельно Западной Двине. Между рекой и шоссе проложена железнодорожная линия.
От Букатино до Двины 1,2 км. Напротив деревни в 2016 году построена Витебская ГЭС, самая мощная гидроэлектростанция в Республике Беларусь.
Также на берегу 5 детских летних лагерей, садоводческие товарищества.
У западной окраины Букатино протекает река Лужеснянка, за ней находится деревня Лужесно.

## История
В 1906 году деревня Букатино в Мишковской волости Витебского уезда Витебской губернии Лужеснянского сельского общества. 90 десят. удобной земли, 10 десят. неудобной земли, 18 десят. под лесом. 7 дворов. 12 мужчин. 15 женщин.
После присоединения к БССР, с 20 августа 1924 года Букатино в Боровлянском сельсовете Северо-Витебского района Витебского округа, с 26 марта 1927 года в образованном Витебском районе.
В 1926 году в деревне 16 дворов, 72 жителей.
В 1936 году в Букатино переселен хутор Подберезье.
В 1939 году расселены деревни Милое и Мрочище-Каменка.
В годы Великой Отечественной войны под немецкой оккупацией. С лета 1941 года в деревне действовала группа подпольщиков во главе с В. С. Кулагиной.
В 1941 году в деревне было 19 дворов и 72 жителя. Во время войны погибло 11 сельчан. 10 человек погибли на фронте.
22 декабря 1960 года территория Боровлянского сельсовета вошла в состав новообразованного Мазоловского сельсовета.
В 1969 году в деревне 27 дворов, 101 житель.
В 1996 году 28 домохозяйств, 45 жителей. В составе учебно-опытного хозяйства «Лужесно».
По переписи 2009 года проживал 41 человек.
На 2014 год 20 домохозяйств, 45 жителей. Моложе трудоспособного возраста 6, трудоспособного возраста 25, старше трудоспособного возраста 14 человек.
На 2018 год в деревне 21 домовладение, 39 жителей.

## Население

### Численность
- 2018 год — 21 домовладение, 39 жителей.

### Динамика
- 1926 год — 16 дворов, 72 жителя.
- 1941 год — 19 дворов, 72 жителя.
- 1969 год — 27 дворов, 101 житель.
- 1996 год — 28 домохозяйств, 45 жителей.
- 2009 год — 41 житель (перепись населения)[2].
- 2014 год — 20 домохозяйств, 45 жителей.
- 2018 год — 21 домовладение, 39 жителей.